# Svedberg (Einheit)
Svedberg (Symbol S, manchmal Sv) ist eine nicht SI-konforme Einheit für Sedimentationskoeffizienten. Die Svedberg-Einheit bietet ein Maß für die Größe eines Partikels basierend auf seiner Sedimentationsrate unter Beschleunigung (d. h. wie schnell sich ein Partikel einer bestimmten Größe und Form auf den Boden einer Lösung absetzt). Der Svedberg ist ein Zeitmaß, definiert als genau 10−13 Sekunden.
Für biologische Moleküle wird die Sedimentationsrate typischerweise als die Geschwindigkeit in einem Zentrifugenrohr gemessen, das einer hohen g-Kraft ausgesetzt ist.
Der Svedberg (S) unterscheidet sich von der SI-Einheit Sievert oder der Nicht-SI-Einheit Sverdrup, die ebenfalls das Symbol Sv verwenden.

## Namensgebung
Die Einheit ist nach dem schwedischen Chemiker Theodor Svedberg (1884–1971) benannt, der 1926 den Chemienobelpreis für seine Arbeiten über disperse Systeme, Kolloide und seine Erfindung der Ultrazentrifuge erhielt.